# Dorian Leigh
Dorian Elizabeth Leigh Parker (San Antonio, 23 aprile 1917 – Falls Church, 7 luglio 2008) è stata una modella statunitense, considerata una delle prime icone nell'industria della moda, ed una delle prime supermodelle.

## Biografia
Nata a San Antonio, in Texas, da George ed Elizabeth Parker, Dorian Leigh aveva tre sorelle: Georgiabell, Florian e Cecilia (in seguito divenuta famosa col nome di Suzy Parker). 
La sua prima copertina fu per Harper's Bazaar nel 1944, quando la modella aveva ventisette anni ma aveva fatto credere all'editrice Diana Vreeland di averne diciannove. Fu una delle prime a firmare con Ford Models, celebre agenzia di moda. 
Dorian Leigh lavora come modella dal 1945 sino ai primi anni sessanta, in un momento in cui lavorare come modella per fotografi famosi era considerato il segmento più prestigioso della carriera. Dorian Leigh diventò anche la principale modella e testimonial della Revlon. Nel corso degli anni quaranta la Revlon fu una delle prime aziende a lanciare campagne pubblicitarie a colori a livello nazionale, e Dorian Leigh divenne nel 1945 la protagonista della campagna "Fatal Apple", a cui seguirono "Ultraviolet" e "Cherries in the Snow".
Nel 1953, all'età di trentasei anni, Richard Avedon fotografò la modella per la più famosa campagna pubblicitaria della Revlon "Fire and Ice", che ebbe un enorme successo e vinse il riconoscimento "Magazine Advertisement of the Year". Si pensa che Dorian Leigh fu la fonte di ispirazione per il personaggio di Holly Golightly nel celebre romanzo di Truman Capote Colazione da Tiffany. L'autore era infatti molto amico della top model, e aveva coniato per lei il soprannome di Happy-Go-Lucky. Al termine della carriera di modella, la Leigh aprì la propria agenzia di moda a Parigi, ma a causa delle attività illegali del suo quarto marito, l'attività dell'agenzia fu chiusa. In seguito la Leigh divenne uno chef e si dedicò a catering fra Parigi, New York e l'Italia. A cavallo fra gli anni settanta e gli anni ottanta, Dorian Leigh tornò a vivere a New York dedicandosi completamente alla cucina, aprendo il ristorante Chez Dorian ed arrivando a lavorare con Martha Stewart.
Nel 1980 Dorian Leigh pubblicò la sua autobiografia The Girl Who Had Everything (in italiano: La ragazza che aveva tutto), oltre a scrivere poesie per il The New Yorker. Nel corso della sua vita Dorian Leigh si sposò cinque volte (con Marshall Hawkins, l'ufficiale della marina militare Roger W. Mehle, il pilota spagnolo Alfonso de Portago, Serge Bordat e Iddo Ben-Gurion), divorziò quattro volte e divenne cinque volte madre. Morì a Falls Church in Virginia il 7 luglio 2008 all'età di novantuno anni, assistita a casa per via della malattia di Alzheimer.